# Fausto Bertoglio
Fausto Bertoglio (Brescia, 13 gennaio 1949) è un ex ciclista su strada italiano.
Professionista dal 1973 al 1980, vinse il Giro d'Italia 1975.

## Carriera
Già tra gli allievi, all'età di sedici anni, fu campione italiano; specializzato in corse a tappe, si mise in luce anche tra i dilettanti: nel 1972 ottenne infatti la vittoria nella Settimana Ciclistica Bergamasca.

Bertoglio fra i suoi tifosi al Passo dello Stelvio, dopo la vittoria del Giro d'Italia del 1975

Passò professionista nel 1973 con la Brooklyn di Franco Cribiori, ma nei primi due anni di attività non ottenne vittorie.
Nel 1975, al terzo anno tra i pro e al primo in maglia Jollj Ceramica, riuscì ad imporsi al Giro d'Italia, in una corsa senza Francesco Moser (preparatosi per il Tour de France) ed Eddy Merckx (per infortunio), dopo una lunga lotta con lo spagnolo Francisco Galdós. Vestì per la prima volta la maglia rosa dopo il successo nella cronoscalata del Ciocco, prendendola al compagno di squadra Giovanni Battaglin, riuscì a difenderla anche nell'ultima tappa, quella con arrivo in salita al Passo dello Stelvio, e si aggiudicò la corsa con 41 secondi sul rivale spagnolo. Nello stesso anno riuscì ad imporsi anche nella Volta Ciclista a Catalunya e ottenne il secondo posto alla Coppa Bernocchi: questi risultati gli valsero la convocazione ai Campionati del mondo di Yvoir, che però concluse con un abbandono.
Nel 1976 vinse la Coppa Placci e l'affermazione gli valse una nuova convocazione mondiale; si impose inoltre in un'altra tappa della Vuelta Ciclista a Catalunya e giunse terzo nella graduatoria finale del Giro d'Italia a meno di un minuto dal vincitore Gimondi; fu inoltre nono al Tour de France. Nel 1979 arrivò settimo al Giro, ottenendo uno dei suoi ultimi risultati di rilievo. Concluse la carriera nel 1980 dopo aver svolto per un anno ruoli di gregariato per Francesco Moser alla Sanson-Campagnolo.

## Palmarès
- 1971 (U.S. Pedale Bresciano)

Bassano-Monte Grappa
- 1972 (G.S. Domus - Pedrengo Bergamo)

Trento-Monte Bondone
4ª tappa Settimana Ciclistica Bergamasca (Almè > Selvino, cronometro)
Classifica generale Settimana Ciclistica Bergamasca
- 1973 (Brooklyn, una vittoria)

Cronoscalata del Colle Maddalena
- 1974 (Brooklyn, una vittoria)

1ª tappa, 2ª semitappa, cronostaffetta (Tortoreto > Tortoreto)
- 1975 (Jolly Ceramica, quattro vittorie)

14ª tappa Giro d'Italia (Piano di Coreglia > Il Ciocco, cronoscalata)
Classifica generale Giro d'Italia
7ª tappa, 2ª semitappa Volta Ciclista a Catalunya (Martorell > Terrassa, cronometro)
Classifica generale Volta Ciclista a Catalunya
- 1976 (Jolly Ceramica, due vittorie)

Coppa Placci
7ª tappa, 1ª semitappa Volta Ciclista a Catalunya (Sant Celoni > Argentona, cronometro)

### Altri successi
- 1974 (Brooklyn)

1ª tappa Monte Campione (Monte Campione > Monte Campione)
2ª tappa Monte Campione (Monte Campione > Monte Campione)
Classifica generale Monte Campione
- 1975 (Jolly Ceramica)

Criterium di Impruneta
Criterium di Valdengo
Criterium di Calvisano
- 1976 (Jolly Ceramica)

Criterium di Scarperia
- 1978 (Selle Royal - Inoxpran)

Coppa Brescia

## Piazzamenti

### Grandi Giri
- Giro d'Italia

1973: 46º
1975: vincitore
1976: 3º
1977: ritirato (non partito 8ª/1ª tappa)
1978: 14º
1979: 7º
1980: 30º
- Tour de France

1974: 23º
1976: 9º

### Classiche monumento
- Milano-Sanremo

1973: 136º
1976: ritirato
1977: ritirato
1978: 88º
1979: 84º
- Liegi-Bastogne-Liegi

1976: ritirato
- Giro di Lombardia

1975: ritirato
1976: 18º
1979: ritirato

### Competizioni mondiali
- Campionati del mondo

Yvoir 1975 - In linea: ritirato
Ostuni 1976 - In linea: ritirato